# クラフティ (航空)
クラフティ（Kraftei、英語ではpower-egg）とは、第二次世界大戦期のドイツの航空機で用いられた設計上の特徴である。

## 概要
クラフティは、エンジンと全ての補機類で成り立つ完全に「構成部品化」されたモジュラー・エンジン搭載方式であり、互換性を持つ設計の航空機同士で標準化された簡便着脱ポイントとコネクターを使用してこれを載せ替えることが可能であった。航空機では平均故障間隔時期が到来する前にこのように設計されたクラフティを取り外し、新たなものを装着した後に取り外したエンジンを整備へ回す。
理想的な状況では予備エンジンは破損や自然環境から守るために密封されたコンテナに保管しておき、必要となった場合にこれを開封する。
クラフティには2種類の異なる型式があり、当初の「Motoranlage」型ではどの機種に使用されるかで幾つかの専用の追加部品を使用したが、「Triebwerksanlage」型では通常は排気系やオイル冷却装置といった部位を含むより完全に構成部品化されたものとなっていた。

## 適用例

### ドイツ
直列エンジンと星形エンジンの双方で「クラフティ」のコンセプトは考慮されており、ユンカース ユモ 211は主エンジン冷却とオイル冷却の双方を賄う特徴のある環状冷却器を使用して構成部品化されたエンジンの嚆矢であった。これと全く同一のエンジンナセル部位がメッサーシュミット Me 264 V1の動力として初飛行に使用された。
直列エンジンを搭載したドルニエ Do 217中型爆撃機と枢軸国陣営の中で最大の動力付き航空機であったブローム・ウント・フォス BV 238飛行艇は、ナセル下のラジエターも一体化された部位として全く同一のナセル周りを使用した構成部品化されたダイムラー・ベンツ DB 603を搭載していた。ハインケル He 219A夜間戦闘機に使用されたDB 603エンジンが、同機と全く同一のエンジン搭載法で4発機として発注された同工場製のHe 177B重爆撃機の試作機シリーズにも使用されたことから別の「クラフティ」式パッケージがハインケル社の工場でも応用されたと信じられている。両機共にエンジン・「ユニット」は環状ラジエターを特徴ある円筒形カウルで覆われていた。
2重星形14気筒空冷エンジンのBMW 801も2つの型式で多数の、特に双発や多発のドイツ機に提供された。この型式を表す添え字の最初の文字「"M"」と「"T"」は、「Motoranlage」型（「クラフティ」・コンセプトの元々の型式）か、より包括的に構成部品化された「Triebwerksanlage」型のエンジンかを表していた。BMW社設計の前部カウルリングには常に801一体型エンジンオイル冷却器を内蔵しており、これが航空整備員にこのような「構成部品化」搭載法の利用を容易にしていた。
「Motoranlage」型BMW 801 星形エンジンが現存し、修復されてウインザー・ロックス (コネチカット州)にあるブラッドレー国際空港のニューイングランド航空博物館に展示されている。

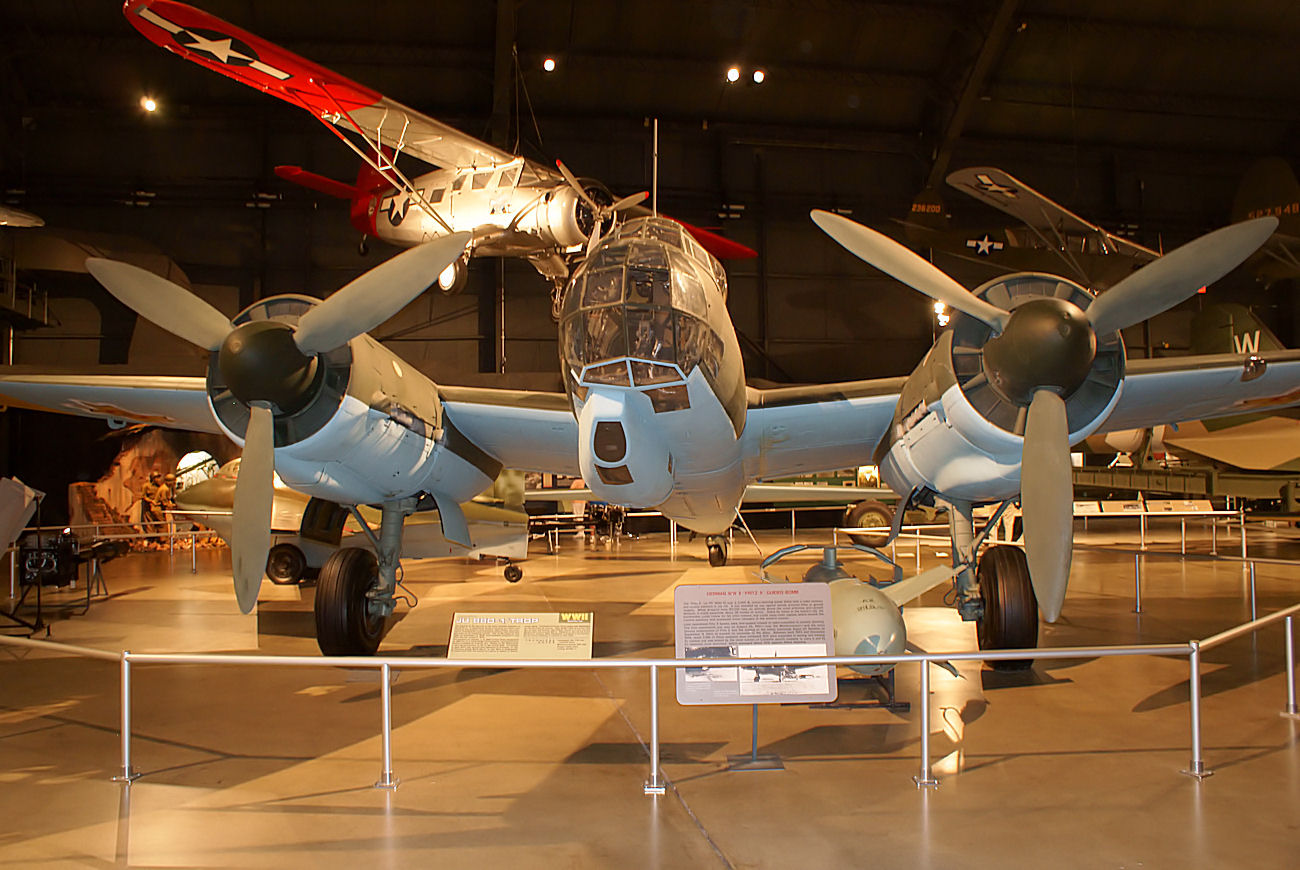
ユンカース Ju 88の環状ラジエター。これによりユンカース ユモ 211エンジンは構成部品化することが可能であった。
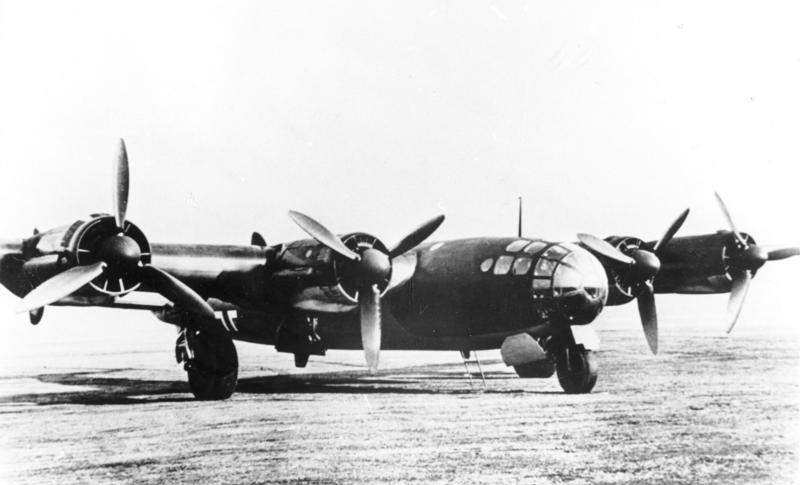
ユンカース Ju 88A用設計のユンカース ユモ 211「クラフティ」構成部品化エンジンを4基搭載したメッサーシュミット Me 264 V1（1942年）
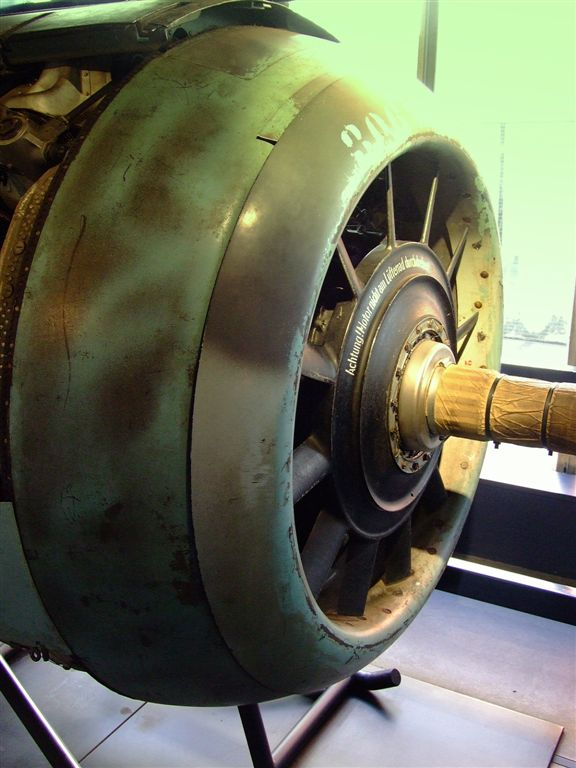
フォッケウルフ Fw 190Aに搭載されたBMW 801のカウリング
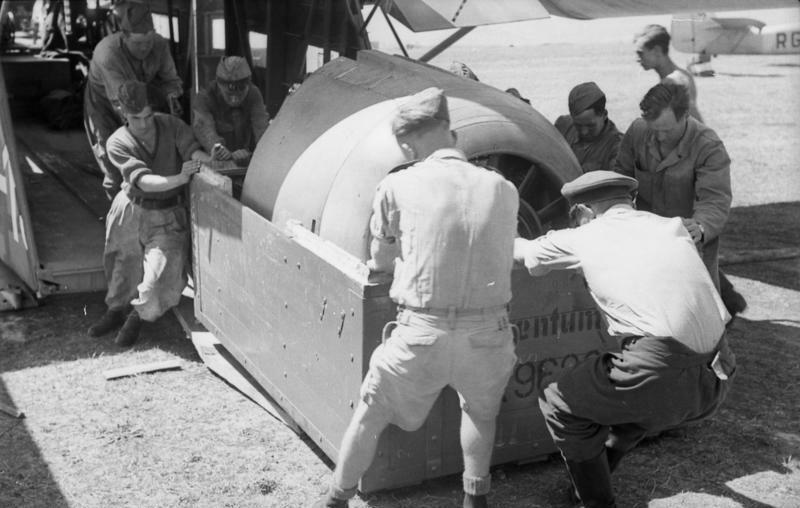
補給品として運ばれるBMW 801
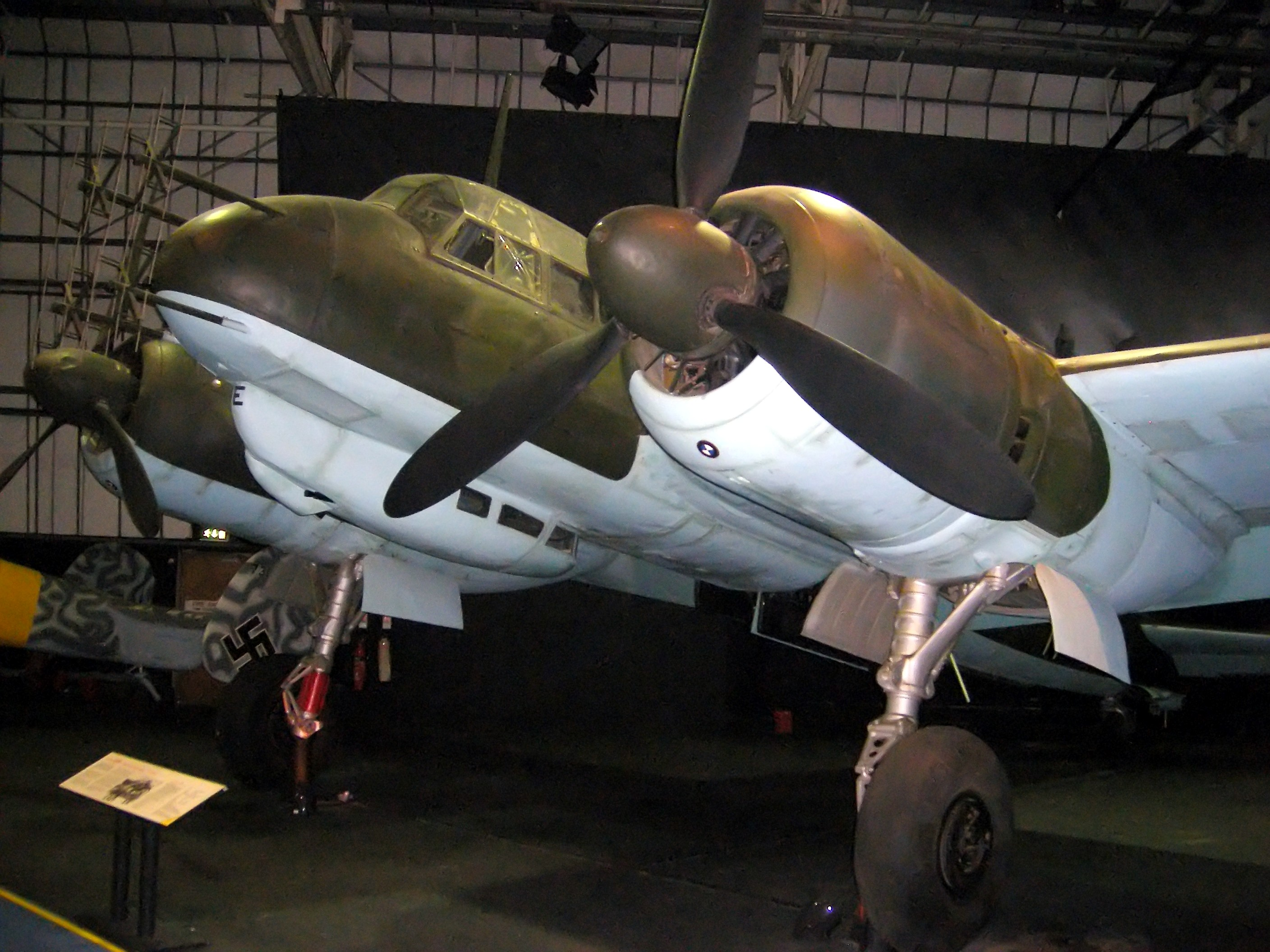
BMW 801「クラフティ」構成部品化エンジンを搭載した現存するユンカース Ju 88R-1
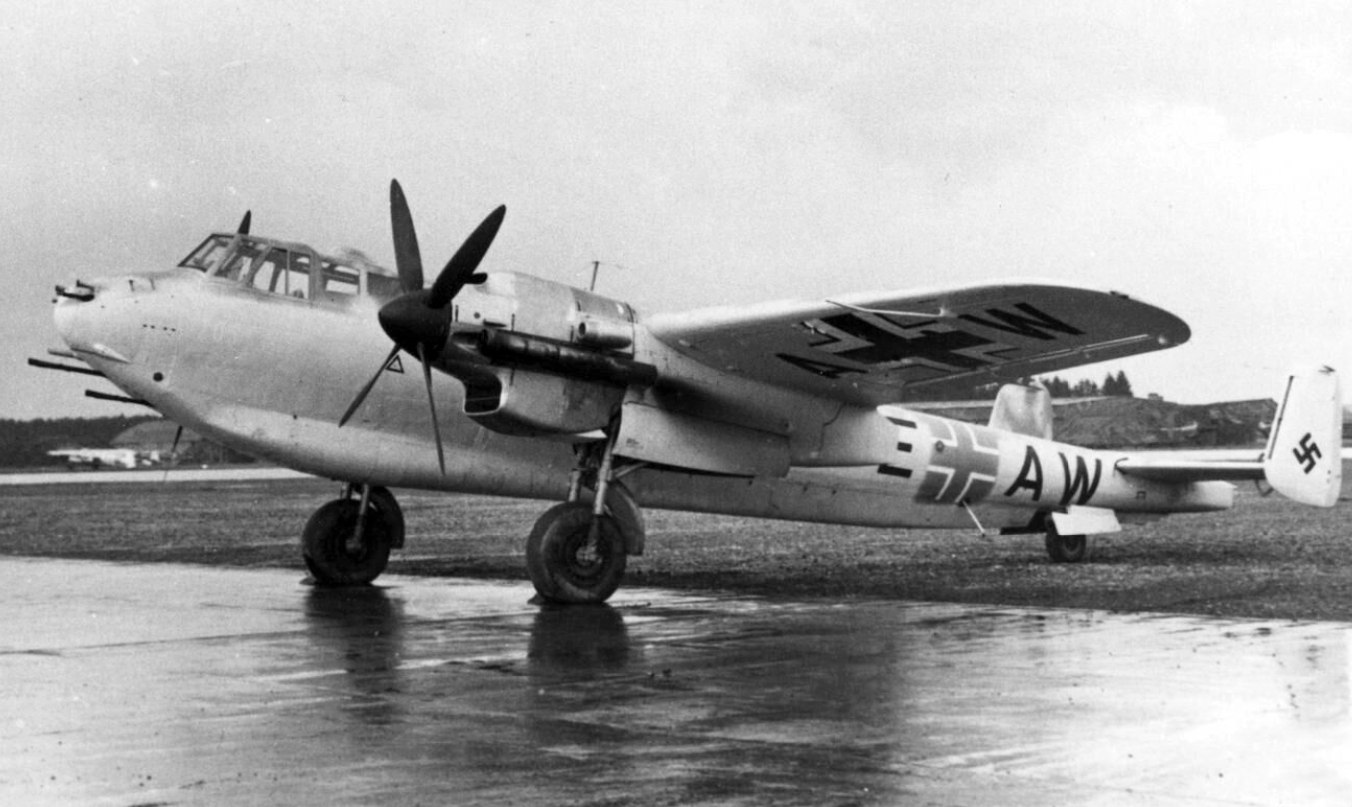
ダイムラー・ベンツ DB 603を搭載したドルニエ Do 217 N-2
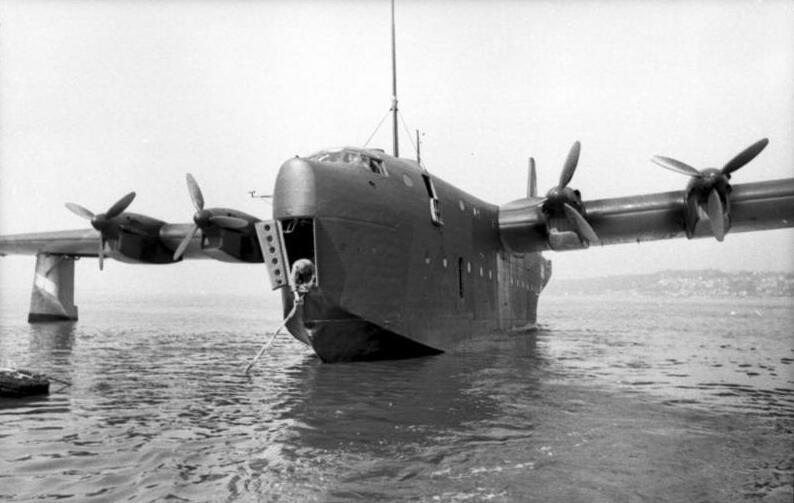
ダイムラー・ベンツ DB 603を搭載したブローム・ウント・フォス BV 238
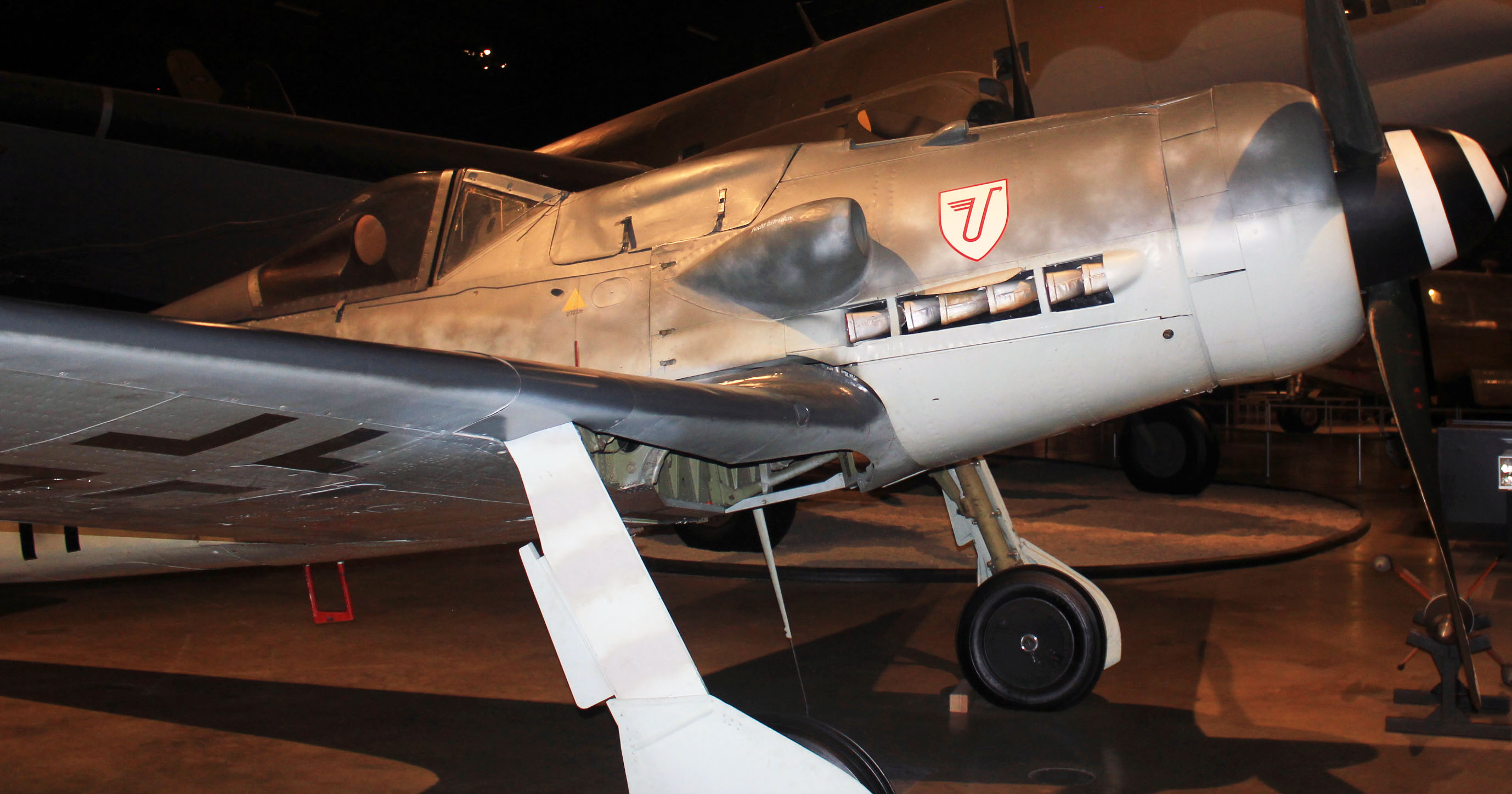
[[Fw 190 (航空機)|ユンカース ユモ 213エンジンを搭載したフォッケウルフ Fw 190D-9]]
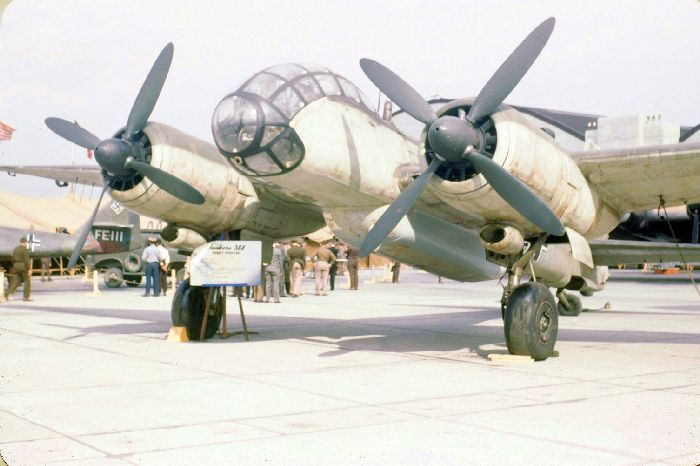
ユンカース ユモ 213エンジンを搭載したユンカース Ju 388

### イギリス
似たようなコンセプトは、ロールス・ロイス社が自社製エンジンのマーリンと後のグリフォンで考案した。ボーファイター II向けに設計した構成部品化エンジン装着方式とナセルは、後にマイルズ M.20、アブロ ランカスター、アブロ ヨーク、大戦後のCASA 2.111にも使用された。この搭載方式は後に再設計され、アブロ リンカーン、アブロ チューダー、カナディア ノーススター、アブロ シャクルトンに使用された「ユニバーサル・パワープラント」（Universal Power Plant:UPP）ラジエター&カウル搭載方式となった。
これ以前の1938年にブリストル社もブリストル ボーファイター、アームストロング・ホイットワース アルベマール、ビッカース ウェリントン、ショート スターリング、 ハンドレページ ハリファックスといった機体に使用されたハーキュリーズ エンジンで構成部品化エンジン装着方式を考案していた。

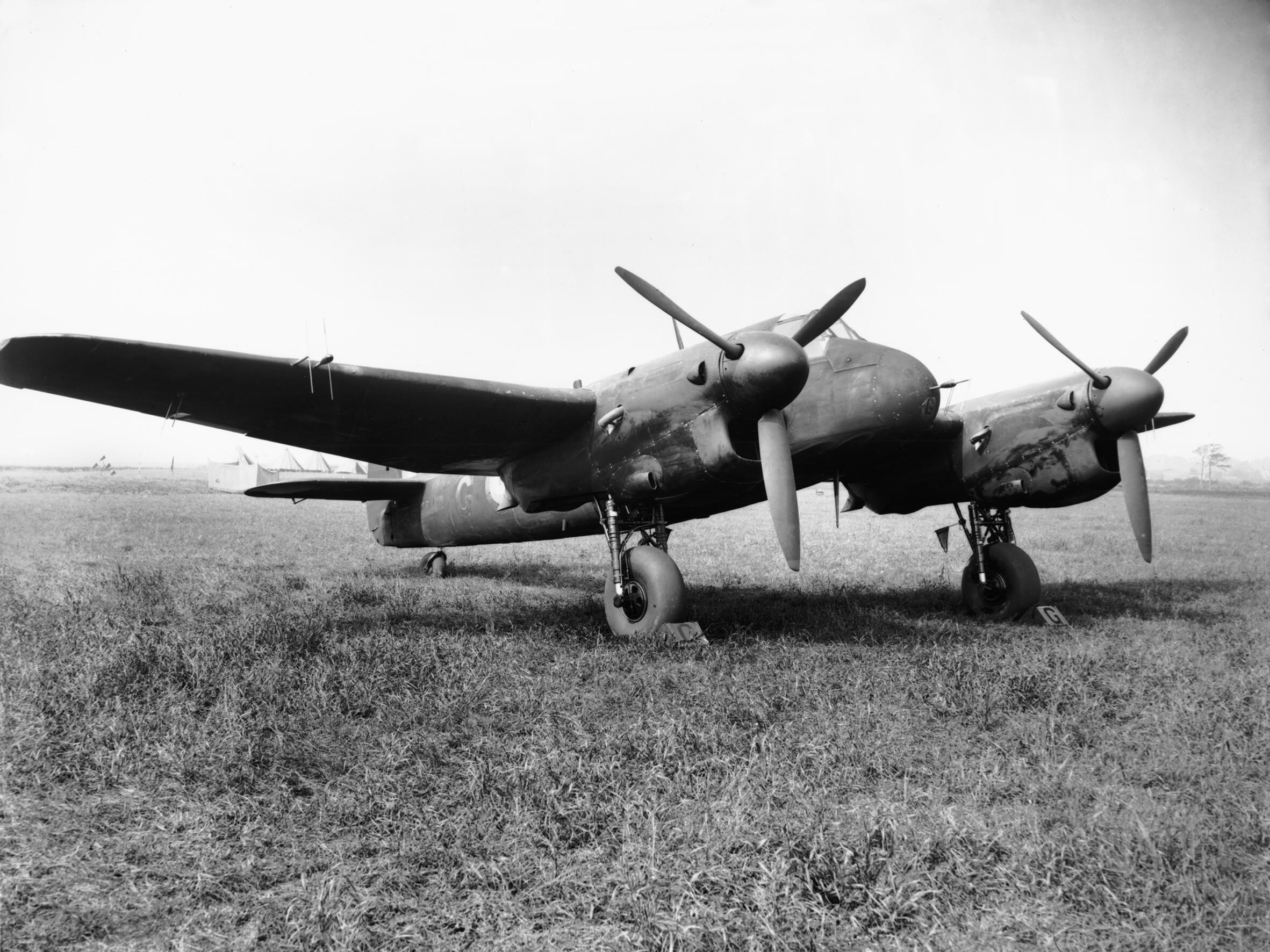
ブリストル ボーファイター II
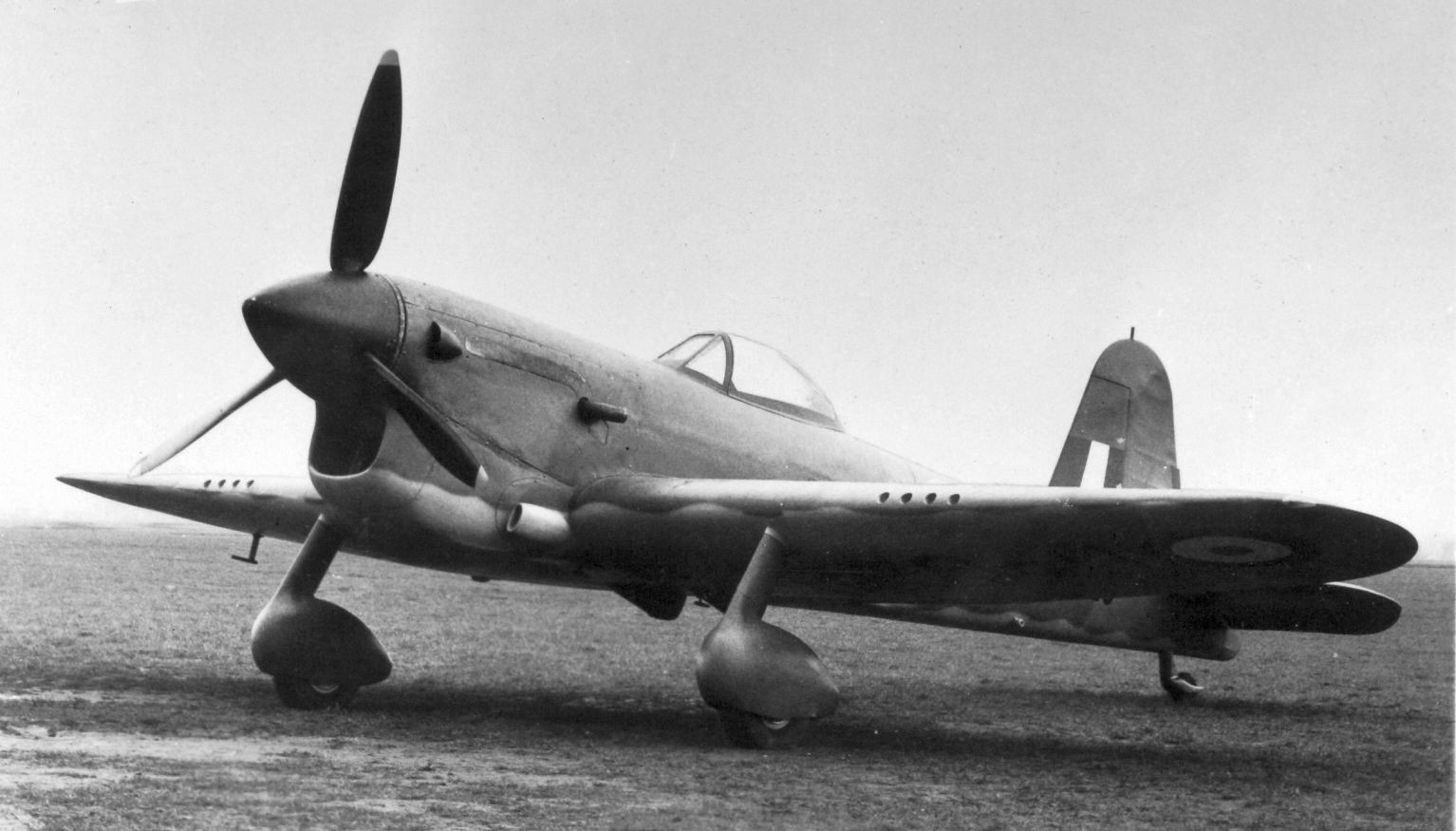
マイルズ M.20
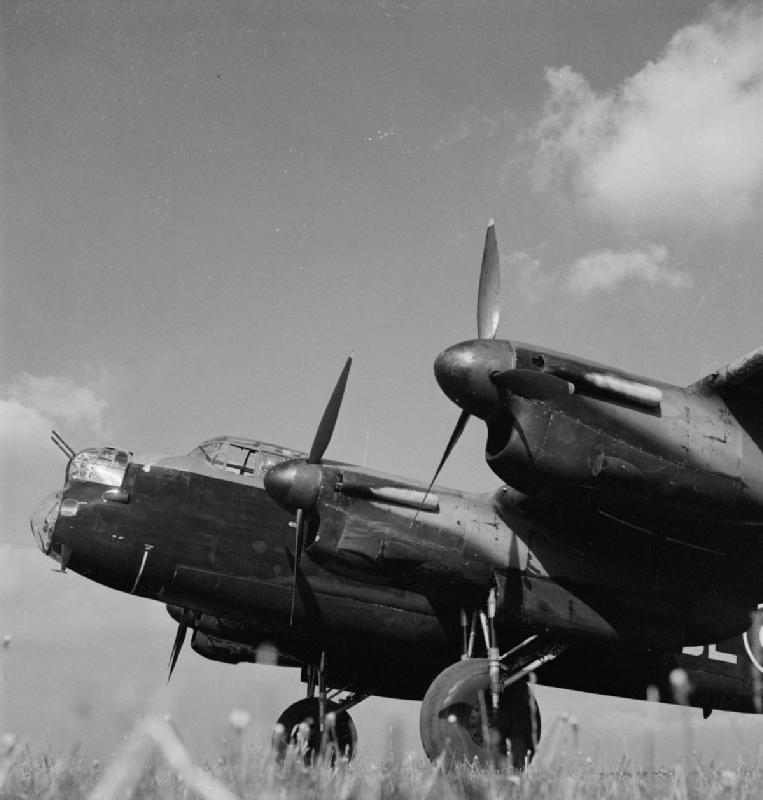
アブロ ランカスター
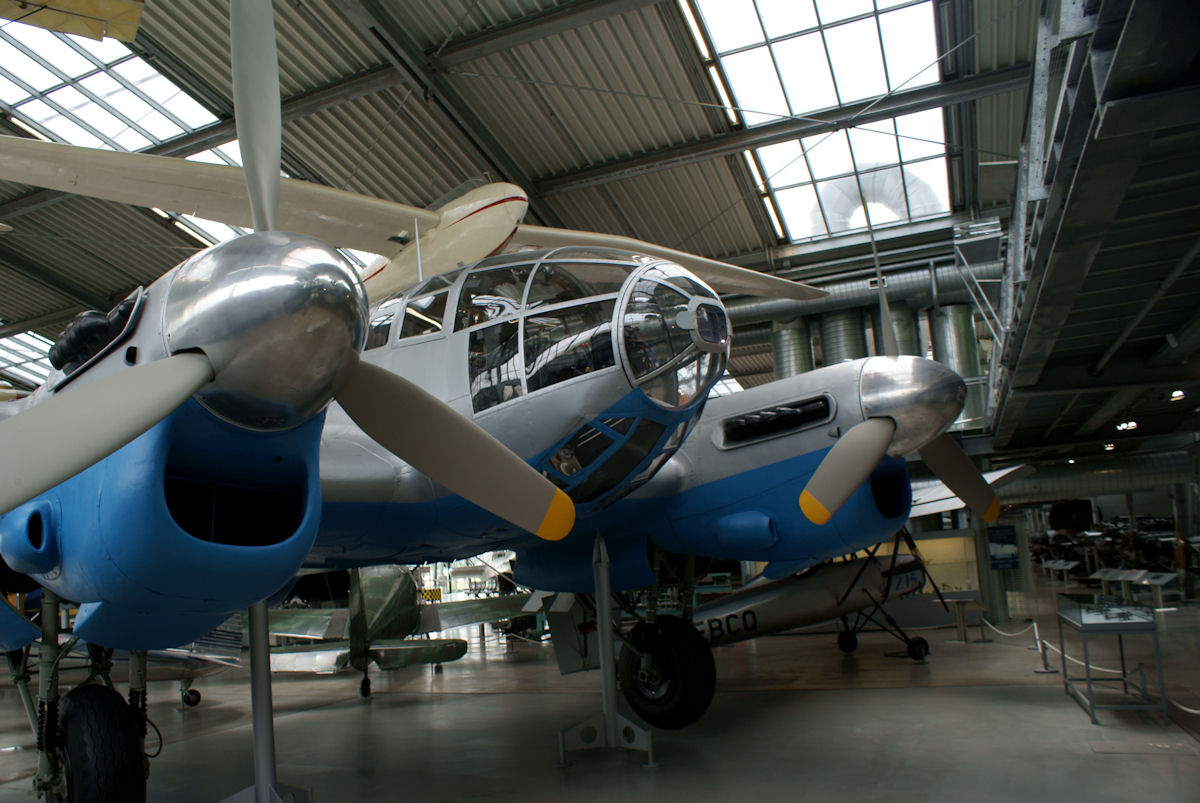
CASA 2.111

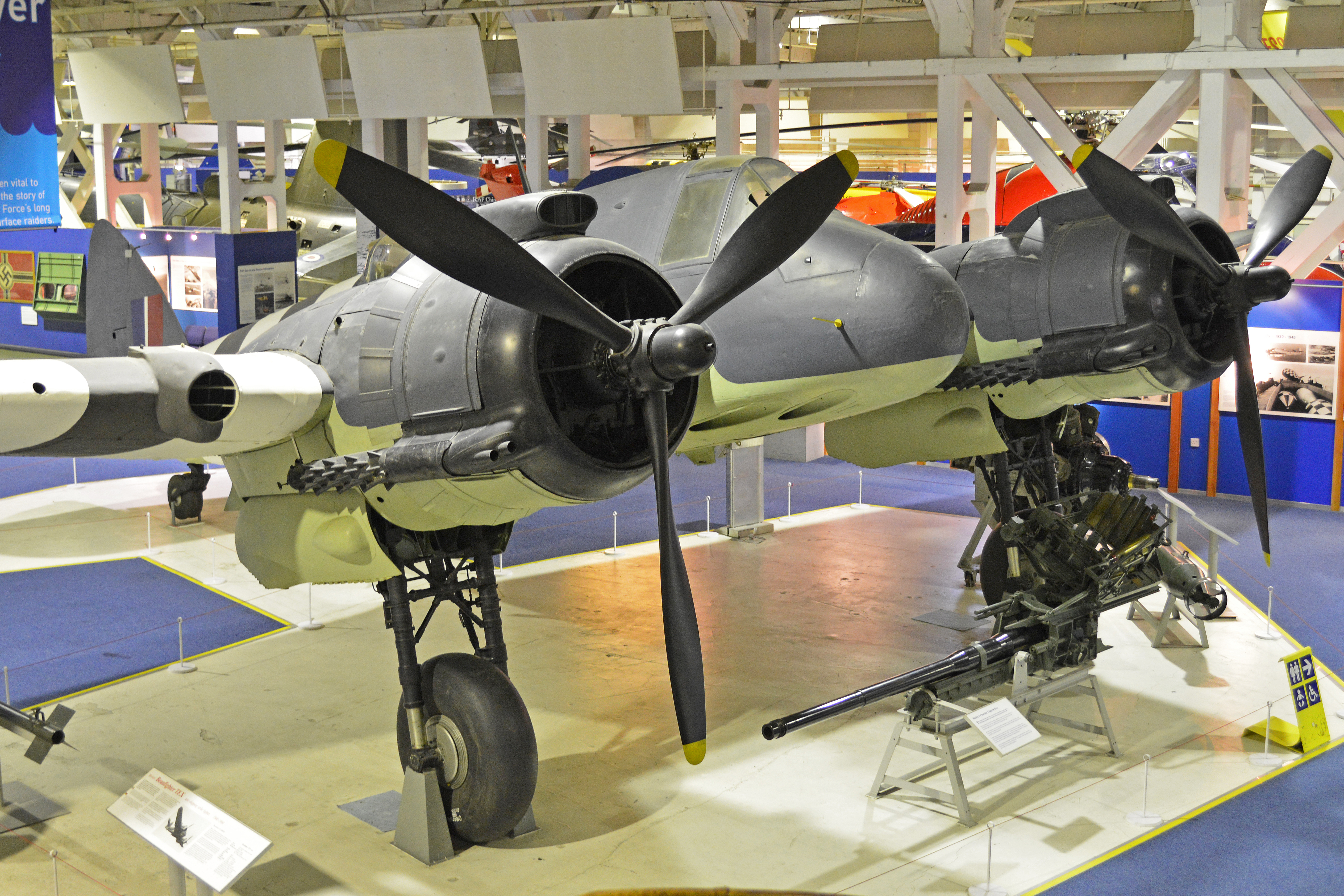
ブリストル ボーファイター TF.X
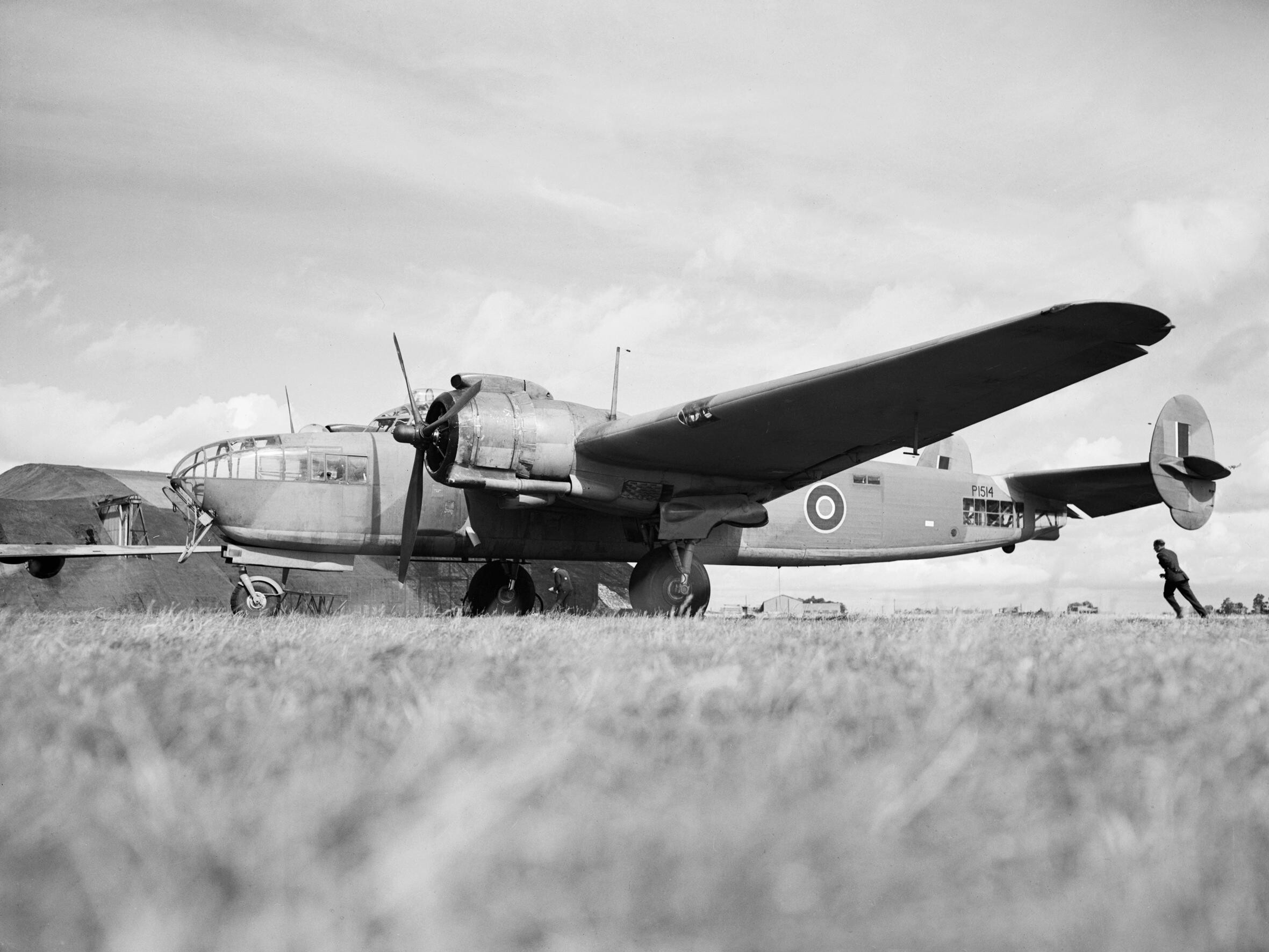
アームストロング・ホイットワース アルベマール
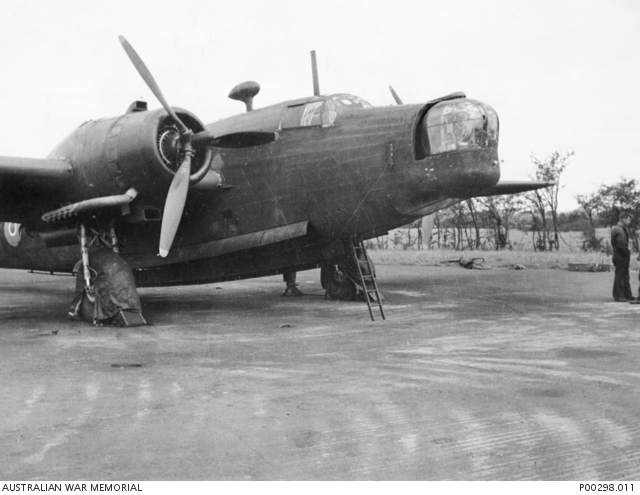
ビッカース ウェリントン
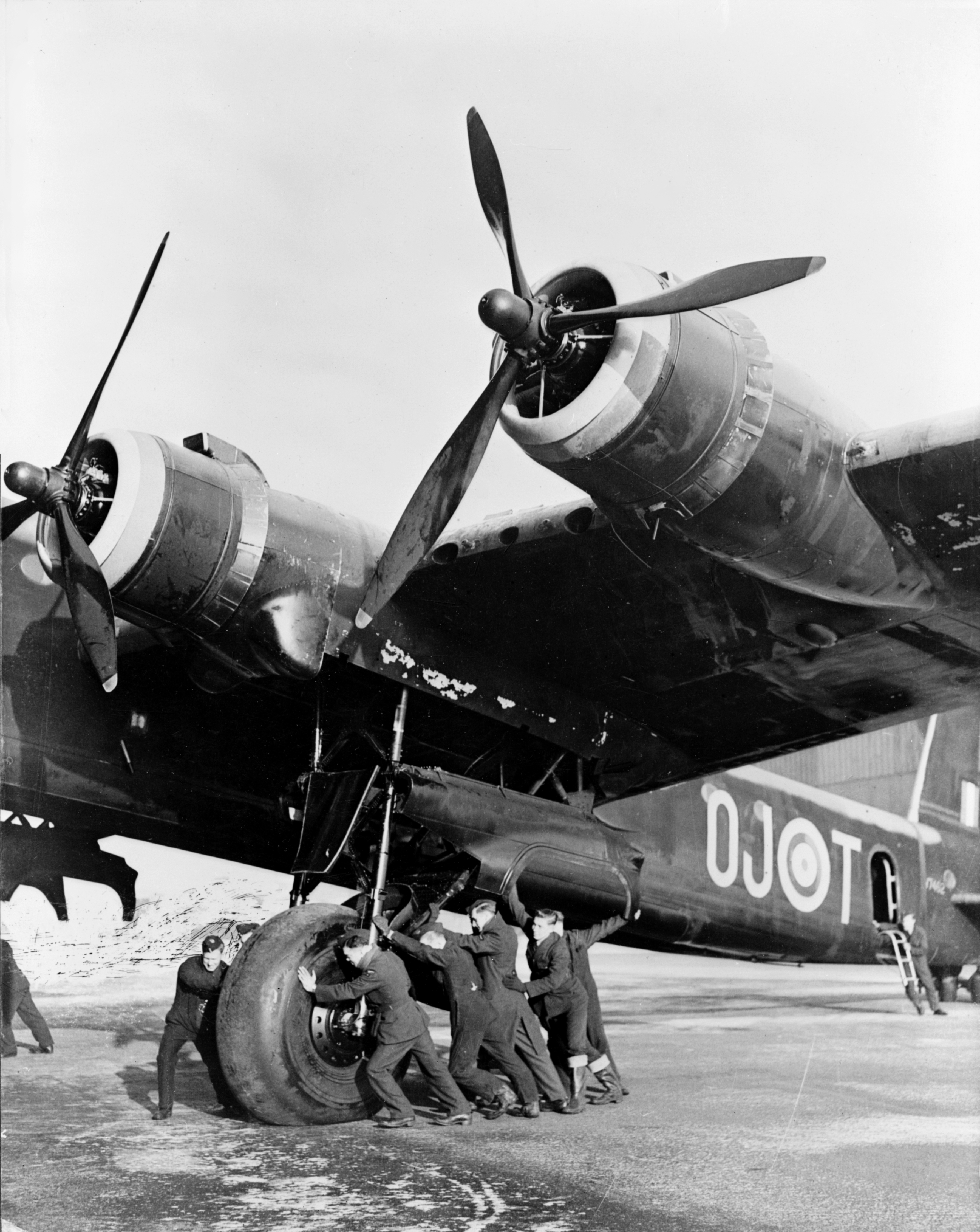
ショート スターリング Mk I
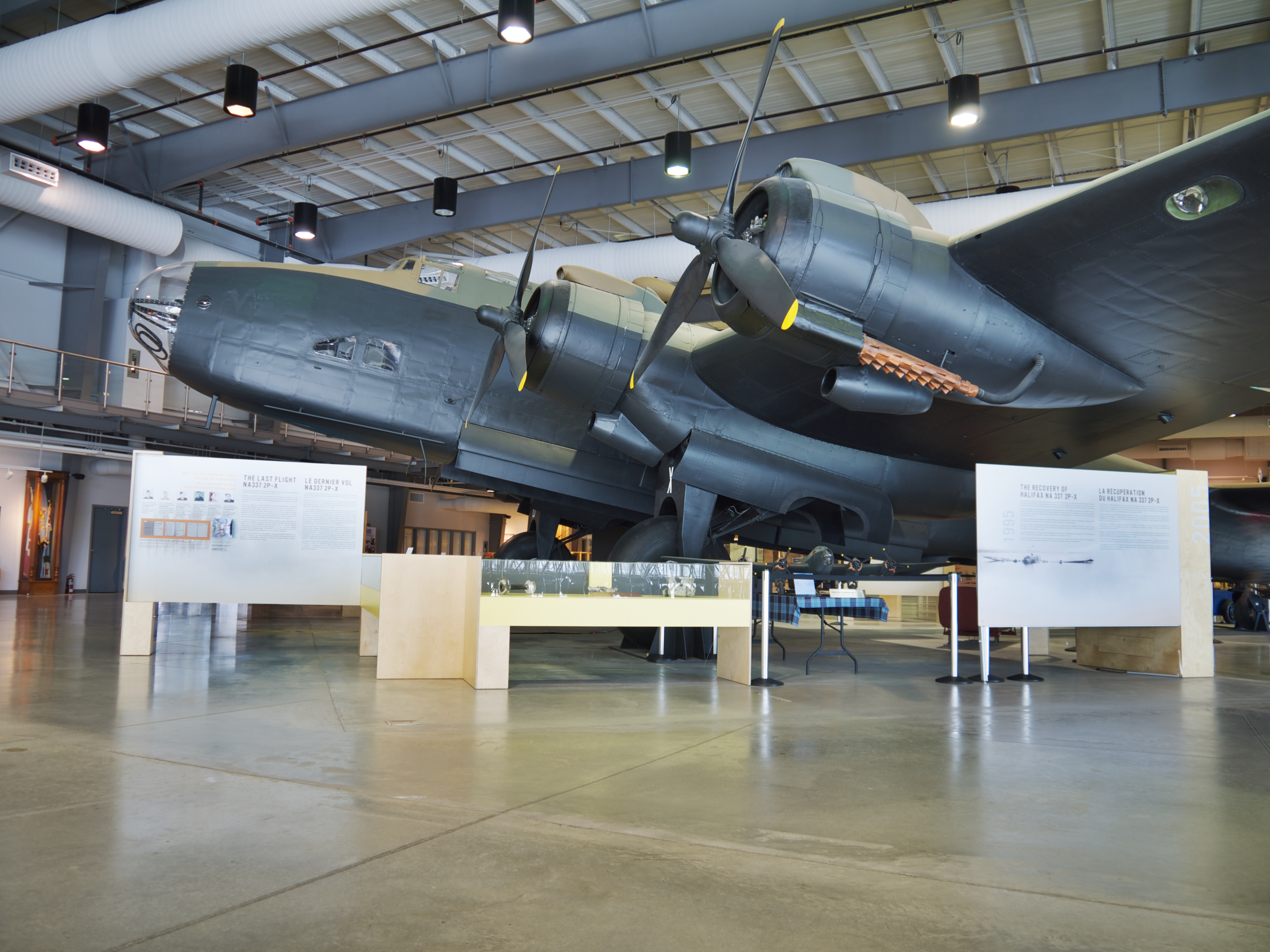
ハンドレページ ハリファックス A Mk VII